# Суайя, Скандер
Скандер Суайя (араб. إسكندر السويح‎, 20 ноября 1972) — тунисский футболист, выступавший на позиции полузащитника за сборную Туниса.

## Клубная карьера
Скандер Суайя начинал свою карьеру футболиста в тунисском клубе «Сфаксьен» из своего родного города. С ним в 1995 году он выиграл чемпионат и Кубок Туниса. В 2001 году он перешёл в «Эсперанс», с которым три раза становился чемпионом страны. В 2002 году дисциплинарный комитет ФИФА отстранил полузащитника от игры на полгода из-за положительного допинг-теста. В 2005 году Суайя завершил свою игровую карьеру.

## Карьера в сборной
Скандер Суайя играл за сборную Туниса на домашнем Кубке африканских наций 1994, где провёл за неё два матча: группового этапа с Мали и Заиром.
Скандер Суайя был включён в состав сборной Туниса на чемпионат мира по футболу 1998 года во Франции, где выходил в основном составе во всех трёх играх своей команды на турнире: с Англией, Колумбией и Румынией. В матче с румынами он стал автором единственного гола туниссцев на этом турнире, реализовав на 10-й минуте пенальти. 

## Достижения
«Сфаксьен»
- Чемпион Туниса (1): 1994/95
- Обладатель Кубка Туниса (1): 1994/95

 «Эсперанс»
- Чемпион Туниса (3): 2001/02, 2002/03, 2003/04